# La Grande Hermine (Yawl)
Pour les articles homonymes, voir La Grande Hermine.
La Grande Hermine est un yawl à gréement aurique, désormais navire-école de la Marine nationale française.

## Histoire
Ce navire fut mis sur cale en 1931, le lancement eut lieu le 4 juillet 1932 du chantier naval Fidèle à Marseille où il fut construit sur les plans de Léon Sebille, architecte naval. Il portait alors le nom de La route est belle, une chanson du répertoire du chanteur André Baugé, propriétaire de ce voilier. Il est racheté en 1937 par François Salles, un manufacturier habitant la Ferté-Macé, qui le baptise Ménestrel.
En 1959 François Salles le vend à l'École nationale de la Marine marchande de Saint-Malo. L’École le rebaptise La Grande Hermine, du nom de plusieurs navires de Jacques Cartier.
La Grande Hermine est ensuite achetée en 1963 par la Marine nationale en tant que navire-école, avec le numéro de coque A 653, et elle est rattachée directement au Centre d'instruction naval de Brest où elle est basée.
En 2000, elle rejoint les trois autres voiliers de l'École navale. Elle sert, comme la Belle Poule, l’Étoile et le Mutin à la formation des élèves du Groupe des écoles du Lanvéoc-Poulmic.
En 2024/2025 elle subit un arrêt technique majeur au chantier du Guip à Brest : la coque a été poncée et peinte, le moteur et la ligne d'arbre ont été révisés etc. Elle est remise à l'eau le 31 janvier 2025.